# Cranberry Portage
Cranberry Portage är en ort i Kanada.   Den ligger i provinsen Manitoba, i den centrala delen av landet, 2 100 km nordväst om huvudstaden Ottawa. Cranberry Portage ligger 305 meter över havet och antalet invånare är 572.
Terrängen runt Cranberry Portage är mycket platt. Runt Cranberry Portage är det glesbefolkat, med 15 invånare per kvadratkilometer.. 
I omgivningarna runt Cranberry Portage växer i huvudsak blandskog.